# Saint-Georges-de-Reintembault
Saint-Georges-de-Reintembault (bret. Sant-Jord-Restembaod) – miejscowość i gmina we Francji, w regionie Bretania, w departamencie Ille-et-Vilaine.
Według danych na rok 1990 gminę zamieszkiwało 1747 osób, a gęstość zaludnienia wynosiła 56 osób/km² (wśród 1269 gmin Bretanii Saint-Georges-de-Reintembault plasuje się na 360. miejscu pod względem liczby ludności, natomiast pod względem powierzchni na miejscu 256.).